# Вервей, Джо
А́брахам Йо́хан (Джо) Верве́й (нидерл. Abraham Johan "Jo" Verweij; 17 мая 1892, Медан — 26 июня 1958, Харлем) — нидерландский футболист, игравший на позиции центрального полузащитника, выступал за клуб ХФК.
Один из четырёх братьев Вервей, выступавших за клуб ХФК.

## Биография
Абрахам Йохан, или просто Джо, родился 17 мая 1892 года в городе Медан на территории Голландской Ост-Индии. Отец — Герхард Хендрик Леонард Вервей, был родом из Девентера, мать — Жаннетте Лос, родилась в Блокзейле. Он был первенцем в семье из пяти детей. У него были братья Адриан, Герхард Хендрик Леонард, Бернард Виллем Ян и сестра Корнелия Элизабет (умерла в возрасте 10 лет). Глава их семейства был фабрикантом, имел табачные плантации на Суматре, позже был директором фабрики «Droste & Co.» по производству шоколада в Харлеме, а в 1908 году основал компанию «Keur & Sneltjes» (ныне «Cavex Holland BV») по производству стоматологической продукции.
В Харлеме вместе с братьями Джо начал играть за местный футбольный клуб ХФК. Его дебют состоялся в сезоне 1910/11. Дважды становился обладателем Кубка Нидерландов. Он был вынужден временно прекратить карьеру из-за пребывания в США и Франции. Вернувшись обратно в Нидерланды, он возобновил карьеру в ХФК.
Был женат на Катарине Хейлине Магнин, уроженке Харлема. Их бракосочетание состоялось 7 октября 1919 года в Харлеме.
Умер 26 июня 1958 года в Харлеме в возрасте 66 лет.

## Достижения
- Обладатель Кубка Нидерландов (2): 1912/13, 1914/15